# Bianchini (månkrater)
För andra betydelser, se Bianchini.
Bianchini är en nedslagskrater på månen. Bianchini har fått sitt namn efter den italienske filosofen, astronomen och arkeologen Francesco Bianchini.
Kratern har en diameter på ungefär 37 km.

## Satellitkratrar
| Bianchini | Latitud | Longitud | Diameter |
| --------- | ------- | -------- | -------- |
| D         | 47.6° N | 35.8° V  | 7 km     |
| G         | 46.7° N | 32.7° V  | 4 km     |
| H         | 48.0° N | 32.7° V  | 7 km     |
| M         | 48.4° N | 30.6° V  | 4 km     |
| N         | 48.5° N | 31.0° V  | 5 km     |
| W         | 48.5° N | 33.7° V  | 9 km     |